# Daniel Estulin
Daniel Estulin (Vilna, Lituania, 29 de agosto de 1966)es un teórico de la conspiración lituano cuyo principal interés es el Grupo Bilderberg,una conferencia anual a la que solo se puede acceder por invitación y que reúne a las élites de los negocios, las finanzas, los medios de comunicación, el ejército y la política. Es conocido por sus extensos trabajos sobre este grupo, ha escrito un libro titulado La verdadera historia del Grupo Bilderberg, así como por sus seminarios en directo por todo el mundo. Su libro La verdadera historia del Club Bilderberg es supuestamente un informe sobre la naturaleza y las reuniones de las personas más poderosas del mundo. Según el libro de Estulin, el grupo secretivo Bilderberg ha tomado importantes decisiones políticas, económicas y sociales desde su primera reunión en 1954.

## Pensamiento
Ha obtenido notoriedad por el estudio e investigación de los principales centros de poder mundial, como la Comisión Trilateral, el Council on Foreign Relations y con especial dedicación hacia el Club Bilderberg y Nuevo Orden Mundial. La línea argumental de su trabajo se centra en la existencia de un poder oculto oficializado, ajeno al control gubernamental, que toma las decisiones más trascendentes que afectan a los derechos humanos intrínsecos, y que las estructuras parlamentarias de la mayoría de los países del bloque occidental están sometidas a su control.

## Vida personal
Dice haber sido expulsado de la URSS en 1980 junto a sus padres: un científico amante de la libertad de expresión y una madre pianista. Se afincaron en Toronto, donde ya residía una de sus tías. Años más tarde, se afincaría en España, residiendo en Conil de la Frontera.

## Polémicas
Estulin afirmó que el atentado en Tarata no fue realizado por el Partido Comunista del Perú-Sendero Luminoso, sino por la DEA con una mini bomba nuclear para sacar de en medio a Sendero Luminoso del control de la cocaína y ponerla bajo la mano de la DEA.
En octubre de 2014, el capítulo 62 de su programa (emitido en febrero de 2012) fue retirado del canal de YouTube de la emisora, pocos días antes del ingreso de la misma al sistema de Televisión Digital Abierta de Argentina, sin que hubiera explicación oficial al respecto. El capítulo estaba dedicado al proceso de extranjerización de tierras de la Patagonia argentina, y hacía continuas referencias a la complicidad de los gobiernos de Néstor Kirchner y Cristina Fernández de Kirchner en la venta de grandes extensiones de terreno con un rico subsuelo a precios muy bajos. Daniel Estulin fue expulsado de la programación de RT (Russia Today) debido a esta y otras afirmaciones: un año antes de esta denuncia, la presidenta argentina Cristina Fernández había logrado impulsar una Ley de Tierras que limitaba la venta de tierras a extranjeros. En 2017, sus comentarios sobre España y los insultos vertidos contra los andaluces en algún programa de televisión generaron polémica.
Una de las afirmaciones de Estulin que ha suscitado sospechas ha sido su dudosa nominación en 2014 al premio Pulitzer por uno de sus libros. Sin embargo, en la web oficial de los premios Estulin no aparece en la base de datos de nominados del año 2014 ni en ningún otro año, lo cual desmiente totalmente esta afirmación, ya que la organización deja claro en su página web de preguntas frecuentes que no consideran «nominado» a alguien solo porque se haya enviado una solicitud para su nominación.
Otra de las afirmaciones de Estulin ha sido su también dudosa nominación al Premio Nobel a la Paz en 2015 ya las nominaciones al Nobel son confidenciales y únicamente pueden realizarlas personas pertenecientes a categorías específicas definidas por el Comité Nobel. El hecho de que una persona sea propuesta no implica respaldo ni aprobación por parte del Comité, y muchas nominaciones no llegan a ser consideradas de forma sustancial. No existe evidencia pública de que Estulín haya sido nominado oficialmente o incluido en la lista de candidatos evaluados por el Comité Noruego del Nobel; la información sobre su supuesta nominación procede de declaraciones del propio Estulín y no figura en registros oficiales.

## Obras de Daniel Estulin
- El destino de la humanidad . Editorial Planeta - Libros Cúpula. 11/05/2022. ISBN 978-84-480-2953-1
- Metapolitica . Ediciones B. 27/11/2020. ISBN 978-607-319-743-4
- La trastienda de Trump. Editorial Planeta, 07/11/2017. ISBN 978-84-08-17766-1
- Fuera de control. Editorial Planeta, 06/10/2015. ISBN 978-84-08-14585-1
- El club de los inmortales. Ediciones B. 11 de septiembre de 2013. ISBN 978-84-666-5308-4
- El instituto Tavistock. Ediciones B, 16 de noviembre de 2011. ISBN 978-84-666-4750-2
- Desmontando Wikileaks. Ediciones del Bronce, 15/06/2011. ISBN 978-84-8453-193-7
- El imperio invisible. Ediciones del Bronce, 15/02/2011. ISBN 978-84-8453-189-0
- Conspiración Octopus. Ediciones B, 5 de mayo de 2010. ISBN 978-84-666-4294-1
- Shadow Masters: An International Network of Governments and Secret-Service Agencies Working Together with Drugs Dealers and Terrorists for Mutual Benefit and Profit. Trine Day, 2010. ISBN 0-9799886-1-6
- La historia definitiva del Club Bilderberg. Ediciones del Bronce, 2008. ISBN 978-84-8453-185-2
- Los señores de las sombras: la verdad sobre el tejido de intereses ocultos que decide el destino del mundo. Ediciones del Bronce, 2007. ISBN 978-84-8453-175-3
- Los secretos del Club Bilderberg. Ediciones del Bronce, 2006. ISBN 978-84-8453-168-5
- La verdadera historia del Club Bilderberg. Editorial Planeta, 2005. ISBN 978-84-8453-157-9
- Sabiduría china para hablar en público. CIE Inversiones Editoriales Dossat-2000, 2003. ISBN 978-84-89656-71-0
- Cómo realizar con éxito presentaciones en público. Instituto Superior de Técnicas y Prácticas Bancarias, 2001. ISBN 84-95525-11-9
- High impact presentation techniques. Editor: Daniel Estulin, 1999. ISBN 84-605-8895-5

### Enlaces de interés
- Entrevista a Daniel Estulin: «Si eliminas la droga, se desploma la economía mundial» Archivado el 7 de junio de 2010 en Wayback Machine. Albert Domènech. La Vanguardia. 18/10/2007.
- «El secreto más sucio de la economía» Por Daniel Estulin. CRÓNICA / EL MUNDO / Domingo, 16 de mayo de 2010.
- El histórico discurso de Daniel Estulin denunciando al Grupo Bilderberg en el Parlamento Europeo
- «Reflexiones de Fidel Castro: El gobierno mundial (primera parte)» Agencia Informativa Latinoamericana Prensa Latina, radicada en Cuba. El expresidente cubano Fidel Castro definió como fabuloso el libro de Daniel Estulin sobre el Club Bilderberg.
- «Fidel Castro conversa con Daniel Estulin» (enlace roto disponible en Internet Archive; véase el historial, la primera versión y la última). Televisión de Ciego de Ávila.
- Entrevista a Daniel Estulin (26 de octubre de 2010) - Dossier, Programa de Venezolana de Televisión.
- «Minibombas nucleares para dominar el mundo, nuevo libro del ex espía Estulin» Agencia EFE. Diario SUR Digital. Juan Antonio Sanz. Jueves, 17 de febrero de 2011.
- «Entrevista a Daniel Estulin en el programa Espacio en Blanco de RNE. El imperio invisible»
- «Entrevista a Daniel Estulin en el programa Espacio en Blanco de RNE. Terrorismo nuclear»
- «Para controlar el mundo no se usa la fuerza, hay que controlar el cerebro» SUSANA GOLF. levante.emv.com - 17 Dic 2011
- «Las 6 estrategias de los ricos para reducir la población y conservar su estatus» elconfidencial.com

- Datos: Q671880